# Força Aérea Cactus

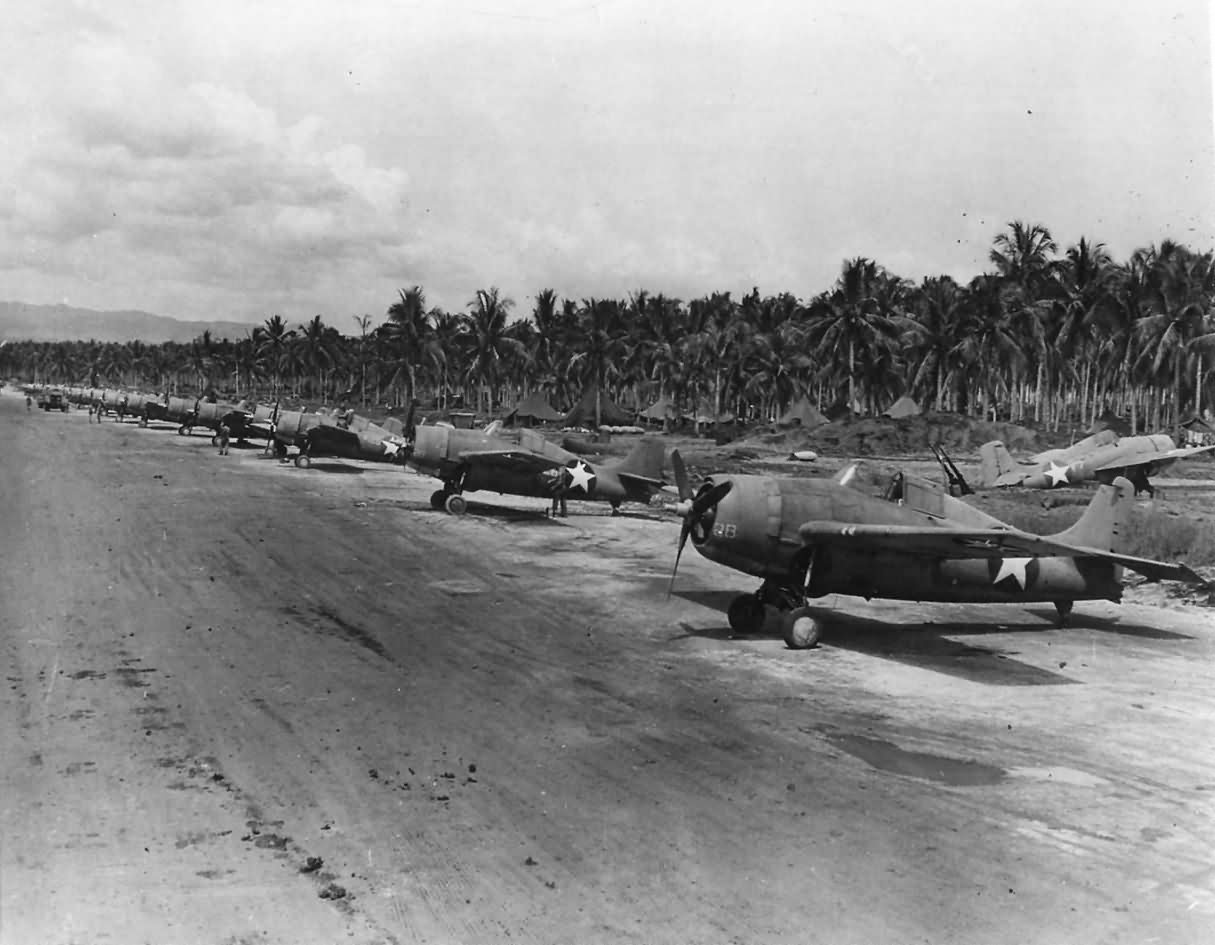
F4F Wildcats americanos em Guadalcanal.

Força Aérea Cactus (Cactus Air Force) refere-se ao conjunto do poder aéreo dos Aliados da Segunda Guerra Mundial atribuído à ilha de Guadalcanal, a partir de Agosto de 1942 até dezembro de 1942, durante as fases iniciais da Campanha de Guadalcanal, particularmente aqueles que operaram a partir do Aeroporto de Henderson Field. Depois de dezembro, o nome oficial da unidade se tornou Allied Air Forces in the Solomons (Forças Aéreas Aliadas nas Ilhas Salomão), mas Cactus Air Force (Força Aérea Cactus) ainda era usado freqüentemente para se referir à organização. O termo "Cactus" vem do nome-código dos Aliados na ilha. Em abril de 1943, a organização foi redesignada como AirSols.

## Ligacões Externas

### Livros
- Astor, Gerald (2005). Semper Fi in the Sky. New York: Random House. p. 14. ISBN 0-89141-877-6
- Bergerud, Eric M. (2000). Fire in the Sky: The Air War in the South Pacific. Boulder, CO, USA: Westview Press. ISBN 0-8133-3869-7
- Camp, Dick (2006). Leatherneck Legends: Conversations With the Marine Corps' Old Breed. [S.l.]: Zenith Press. ISBN 0-7603-2157-4
- Davis, Donald A. (2005). Lightning Strike: The Secret Mission to Kill Admiral Yamamoto and Avenge Pearl Harbor. New York: St. Martin's Press. ISBN 0-312-30906-6- Much of the book details the history of U.S. Army pilots on Guadalcanal.

- De Chant, John A. (1947). Devilbirds: The Story of United States Marine Corps Aviation in World War II. [S.l.]: Harper and Brothers Publishers
- Dorr, Robert F. (2005). Marine Air - The History of the Flying Leathernecks in Words and Photos. [S.l.]: Penguin Books. ISBN 0-425-20725-0
- Ferguson, Robert Lawrence (1987). Guadalcanal: The Island of Fire, Reflections of the 347th Fighter Group. Blue Ridge Summit, PA, U.S.A.: Aero
- Frank, Richard (1990). Guadalcanal: The Definitive Account of the Landmark Battle. New York: Random House. ISBN 0-394-58875-4
- Griffith, Samuel B. (1963). The Battle for Guadalcanal. Champaign, Illinois, USA: University of Illinois Press. ISBN 0-252-06891-2
- Hubler, Richard G.; Dechant, John A (1944). Flying Leathernecks - The Complete Record of Marine Corps Aviation in Action 1941 - 1944. Garden City, New York: Doubleday, Doran & Co., Inc
- Jablonski, Edward (1971). Airwar:  Outraged Skies. Garden City, NJ: Doubleday & Co.
- Lundstrom, John B. The First Team And the Guadalcanal Campaign: Naval Fighter Combat from August to November 1942. 2005 (New edition). [S.l.]: Naval Institute Press. ISBN 1-59114-472-8
- McEniry, John Howard, Jr., (1987). A Marine Dive-Bomber Pilot at Guadalcanal. Tuscaloosa, Alabama, U.S.A.: University of Alabama Press
- Mersky, Peter B. (1986). The Grim Reapers:  Fighting Squadron Ten in WWII. Mesa, Arizona, U.S.A.: Champlin Museum Press
- Mersky, Peter B. (1983). U.S. Marine Corps Aviation - 1912 to the Present. [S.l.]: Nautical and Aviation Publishing Company of America. ISBN 0-933852-39-8
- Miller, Thomas G. (1969). Cactus Air Force. [S.l.]: Admiral Nimitz Foundation. ISBN 0-934841-17-9
- Morison, Samuel Eliot (1958). The Struggle for Guadalcanal, August 1942 - February 1943, vol. 5 of History of United States Naval Operations in World War II. Boston: Little, Brown and Company. ISBN 0-316-58305-7 Online views of selections of the book:
- Rottman, Gordon L. (2002). U.S. Marine Corps World War II Order of Battle - Ground and Air Units in the Pacific War, 1939 - 1945.’’. [S.l.]: Greenwood Press. ISBN 0-313-31906-5
- Sherrod, Robert (1952). History of Marine Corps Aviation in World War II. Washington, D.C.: Combat Forces Press
- Spector, Ronald H. (1985). Eagle Against the Sun - The American War With Japan. New Yok: Random House. ISBN 0-39474-101-3
- Tagaya, Osamu (2001). Mitsubishi Type 1 Rikko 'Betty' Units of World War 2. New Yok: Osprey. ISBN 978-1-84176-082-7

### Web
- Anderson, Charles R. (1993). «GUADALCANAL» (brochure). U.S. GOVERNMENT PRINTING OFFICE. Consultado em 31 de março de 2010
- Clubb, Timothy L. (1982). «Cactus air power at Guadalcanal» (PDF). Masters thesis. United States Army Command and General Staff College. Consultado em 31 de março de 2010[ligação inativa]
- Craven, Wesley Frank; James Lea Cate. «Vol. IV, The Pacific: Guadalcanal to Saipan, August 1942 to July 1944». The Army Air Forces in World War II. U.S. Office of Air Force History. Consultado em 31 de março de 2010
- Hanson, David. «A tribute to the Cactus Air Force». Guadalcanal air battles and airmen during the 1942 campaign. Consultado em 10 de julho de 2006
- Hough, Frank O.; Ludwig, Verle E., and Shaw, Henry I., Jr. «Pearl Harbor to Guadalcanal». History of U.S. Marine Corps Operations in World War II. Consultado em 31 de março de 2010
- McKillop, Jack. «Guadalcanal Air War». Consultado em 31 de março de 2010. Arquivado do original em 29 de setembro de 2007- History of U.S. Army air units involved in Guadalcanal campaign.
- Mersky, Peter B. (1993). «Time of the Aces: Marine Pilots in the Solomons, 1942-1944». Marines in World War II Commemorative Series. History and Museums Division, Headquarters, U.S. Marine Corps. Consultado em 31 de março de 2010
- Miller, John Jr. (1949). «GUADALCANAL: THE FIRST OFFENSIVE». UNITED STATES ARMY IN WORLD WAR II. Consultado em 31 de março de 2010
- Ross, J. M. S. (1955). «Royal New Zealand Air Force» (Electronic book text). The Official History of New Zealand in the Second World War 1939-1945. Victoria University of Wellington. Consultado em 31 de março de 2010
- Shaw, Henry I. (1992). «First Offensive:  The Marine Campaign For Guadalcanal». Marines in World War II Commemorative Series. Consultado em 31 de março de 2010
- Sherrod, Robert. «USMC Fighting Squadrons». Cactus Squadrons: Guadalcanal, August 1942 - February 1943. Consultado em 15 de julho de 2006
- U.S. Army Air Forces (1992). «Pacific Counterblow:  The 11th Bombardment Group and the 67th Fighter Squadron in the Battle for Guadalcanal». Wings at War. Office of Assistant Chief of Air Staff, Intelligence. Consultado em 31 de março de 2010
- U.S. Navy. «Chapter XXV:  Campaign in the Solomons». Building the Navy's Bases in World War II:  History of the Bureau of Yards and Docks and the Civil Engineer Corps, 1940-1946. US Department of the Navy, Bureau of Yards and Docks. Consultado em 31 de março de 2010
- Zimmerman, John L. (1949). «The Guadalcanal Campaign». Marines in World War II Historical Monograph. Consultado em 31 de março de 2010